# Onthophagus multipunctatus
Onthophagus multipunctatus là một loài bọ cánh cứng trong họ Bọ hung (Scarabaeidae).